# Брон Саул Григорович
Саул Григорович Брон (1887 — 1938) — радянський діяч, уповноважений Народного комісаріату зовнішньої торгівлі СРСР при РНК Української СРР.. Член ВУЦВК

## Життєпис
Народився 25 січня 1887 року у єврейській сім'ї в Одесі. Вищу освіту почав здобувати у Київському комерційному інституті. Революційну діяльність розпочав у студентські роки, через що був відрахований з вузу. Навчання продовжив за кордоном, зокрема у Німеччині, Франції і Швейцарії, де у Цюрихському університеті захистив докторську дисертацію з економіки, присвячену зовнішній торгівлі зерном. Вільно володів французькою, німецькою та англійською мовами.
У 1921—1923 роках працював уповноваженим Народного комісаріату зовнішньої торгівлі РСФРР при РНК Української СРР.
У 1924 р. — тимчасово переведений на роботу у Народний комісаріат праці, а невдовзі призначений директором Роскомбанку (Зовнішторгбанк СРСР).
У 1925—1926 рр. — президент Експортхлібу.
У 1927—1930 рр. — голова правління радянсько-американської торгової компанії «Амторг» (Amtorg Trading Corporation).
У лютому 1930 році у Детройті уклав угоду з архітектурно-будівельною фірмою Альберта Кана щодо будівництва у Харкові, Сталінграді й Челябінську тракторних заводів.
У травні 1930 р. — призначений торгпредом СРСР у Великій Британії. З цим поєднував обов'язки голови лондонського торговельного товариства «Аркос».
20 вересня 1931 р. відкликаний до Москви з призначенням Головою Торговельної палати СРСР і заступником наркома зовнішньої торгівлі СРСР.
У 1934 році — переведений на посаду заступника завідувача Об'єднання державних книжно-журнальних видавництв при Наркоматі освіти СРСР.
25 жовтня 1937 року заарештований.
21 квітня 1938 року засуджений до розтрілу Воєнною колегією Верховного Суду СРСР за шпигунство, терористичну діяльність, організацію замаху на життя радянського диктатора Йосипа Сталіна.
21 квітня 1938 року розстріляний та похований у містечку Комунарка (Бутовський полігон) Московська область.
25 квітня 1956 року реабілітований Військовою Колегією Верховного Суду СРСР..

## Автор праць
- Книга С. Брона «Soviet Economic Development and American Business»

## Сім'я
- Дружина — Клара Азарівна, загинула у таборі на засланні в Казахстані.
- Донька — Міріам, померла невдовзі після реабілітації батька
- Син — Лев, став видатним інженером у Харкові, а донька померла невдовзі після реабілітації батька.